# Dauerbrot
Dauerbrot (auch: Brotkonserve) ist ein spezielles Brot. Es kann in getrockneter Form (Brottrockenkonserve) oder in feuchter Form (Dosenbrotkonserve) durch Hitze so konserviert werden, dass es mindestens sechs Monate haltbar ist. Die Leitsätze für Brot und Kleingebäck enthalten keine Definition für Dauerbrot.
Typische Erzeugnisse sind:
- bei Brottrockenkonserven:
  - Flachbrote, wie Knäckebrot, Waffelbrot
  - getrocknete Laibbrote
  - Folienbrotkonserven (besonders lang sterilisiert und in Schrumpffolie oder Zellglas dicht verpackt)
- bei Dosenbrotkonserven: (diese werden vor dem Backvorgang in die Dosen gefüllt und gehen gelassen; anschließende Sterilisation ist aufgrund der Backtemperatur nicht erforderlich[3])
  - Dosenbrot
  - Dosenschnittbrot

Charakteristisch für Dosenbrot ist neben der langen Haltbarkeit auch der etwas süßliche Geschmack, der durch den Sterilisationsvorgang bewirkt wird. Daher enthalten Dauerbrote in der Regel auch keine Konservierungsstoffe.
Typische Verwendungszwecke für Dauerbrot sind: Notbrot bei Katastrophenfällen, Schiffsbrot und Soldatenbrot.